# Les Grottes (ville de Genève)
Pour les articles homonymes, voir Grotte (homonymie).
Les Grottes sont un quartier de la ville de Genève (Suisse). Il fait partie du secteur administratif Genève-Cité.

## Étymologie
Le quartier tirerait son appellation d'un ruisseau appelé « Nant de Pissevache » ou « Nant des Crottes » selon les sources, plus tard nommé « Nant des Grottes ». Il fut canalisé en 1937 car il débordait souvent de son lit. Il en subsiste un tracé repérable aujourd'hui grâce aux pièces de céramique posées au sol à la suite de l'initiative d'associations et de personnes habitant le quartier.

## Histoire

### XVIIIeetXIXesiècles
Au XVIIIe siècle, au-delà de la porte Cornavin on trouve des bois et des champs, ainsi que les domaines de quelques riches bourgeois,. On y trouvait aussi des vignobles. Plus tard, on construisit des hangars à bois.  
Sur les deux rives du Nant des Grottes se trouvaient deux grandes propriétés, l'une au sud appartenait aux Oltramare, protestants d'origine italienne, et au Nord se trouvait la propriété des Berger. Une pépinière au bas de ces propriétés disparut avec la construction de la gare de Cornavin en 1856. 
La présence de la gare et le rattachement à la ville de Genève en 1850 amena un essor industriel dans le quartier (d'où l'appellation de l'actuelle rue de l'Industrie). Deux manufactures furent construites, ainsi que de petites maisons ouvrières rue du Cercle. 
La construction du quartier des Grottes actuel débuta sur initiative d'un entrepreneur nommé Jean-Pierre Berger entre 1872 et 1880. Le quartier devait, selon les plans de Pierre Berger, être destiné à la classe des artisans et des  fonctionnaires, avec l'actuelle rue des Grottes constituant l'artère commerciale. Il en alla autrement : situé à l'arrière de la gare il accueillit rapidement une population ouvrière et même parfois saisonnière. Le journal anarchiste Le Révolté y eut son siège avant de déménager à Paris. L'une des premières épiceries coopératives se mit en place et des logements ouvriers furent construits rue Louis Favre à la fin du siècle.  
L'écrivaine Isabelle Eberhardt y est née en 1877, rue de la Pépinière, dans la villa Fendt. détruite par la suite.  

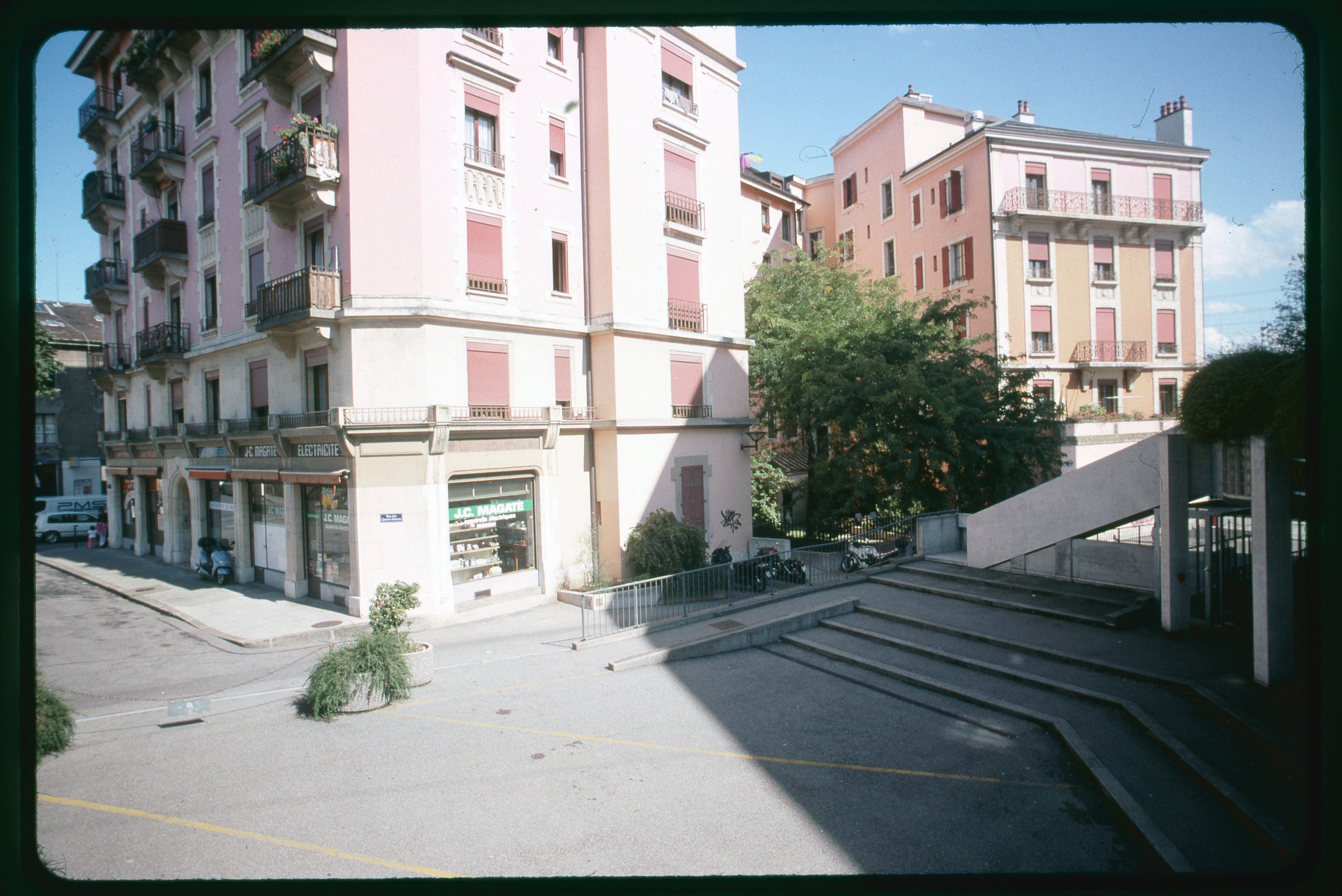
Place des Grottes
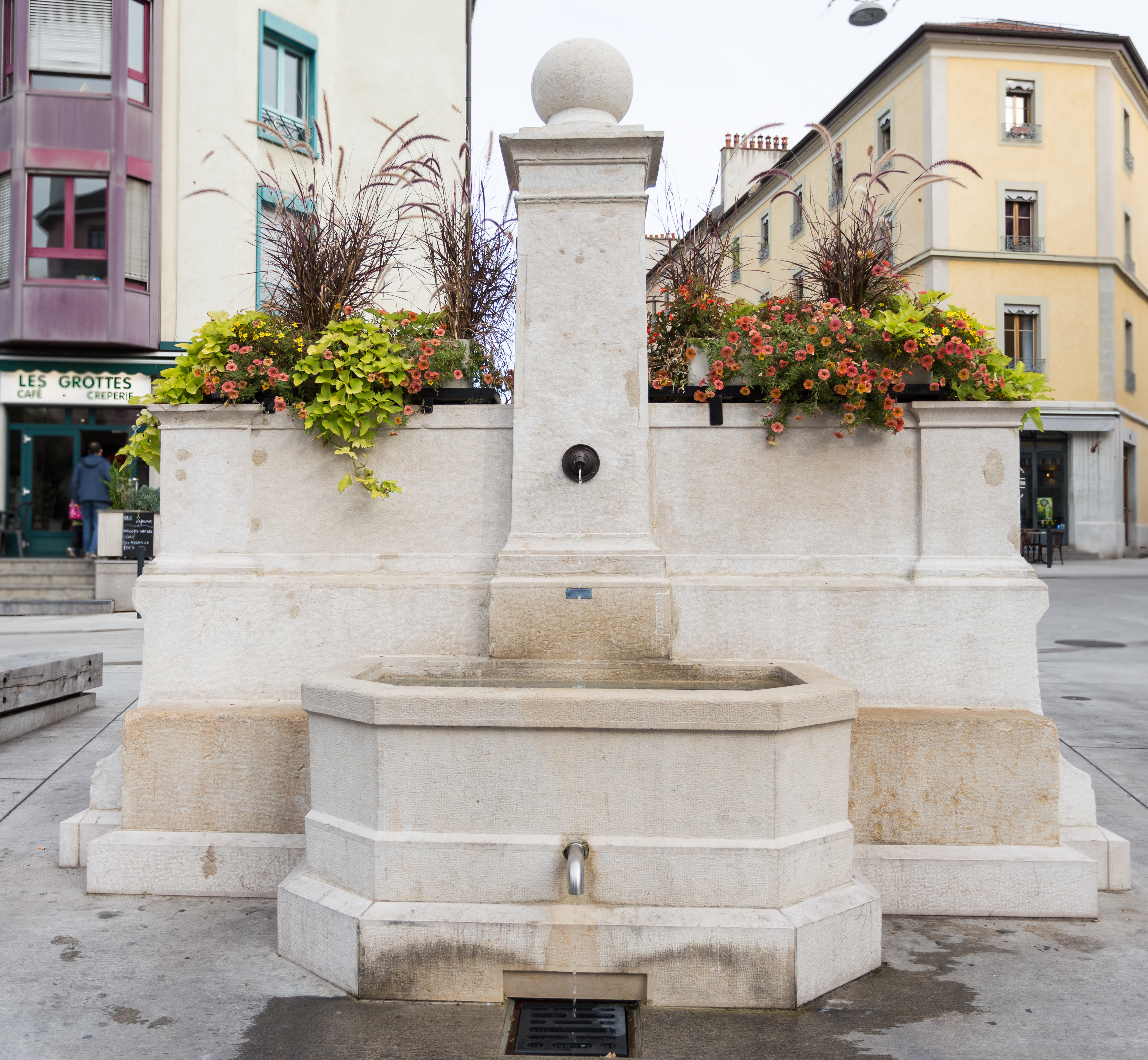
Place des Grottes
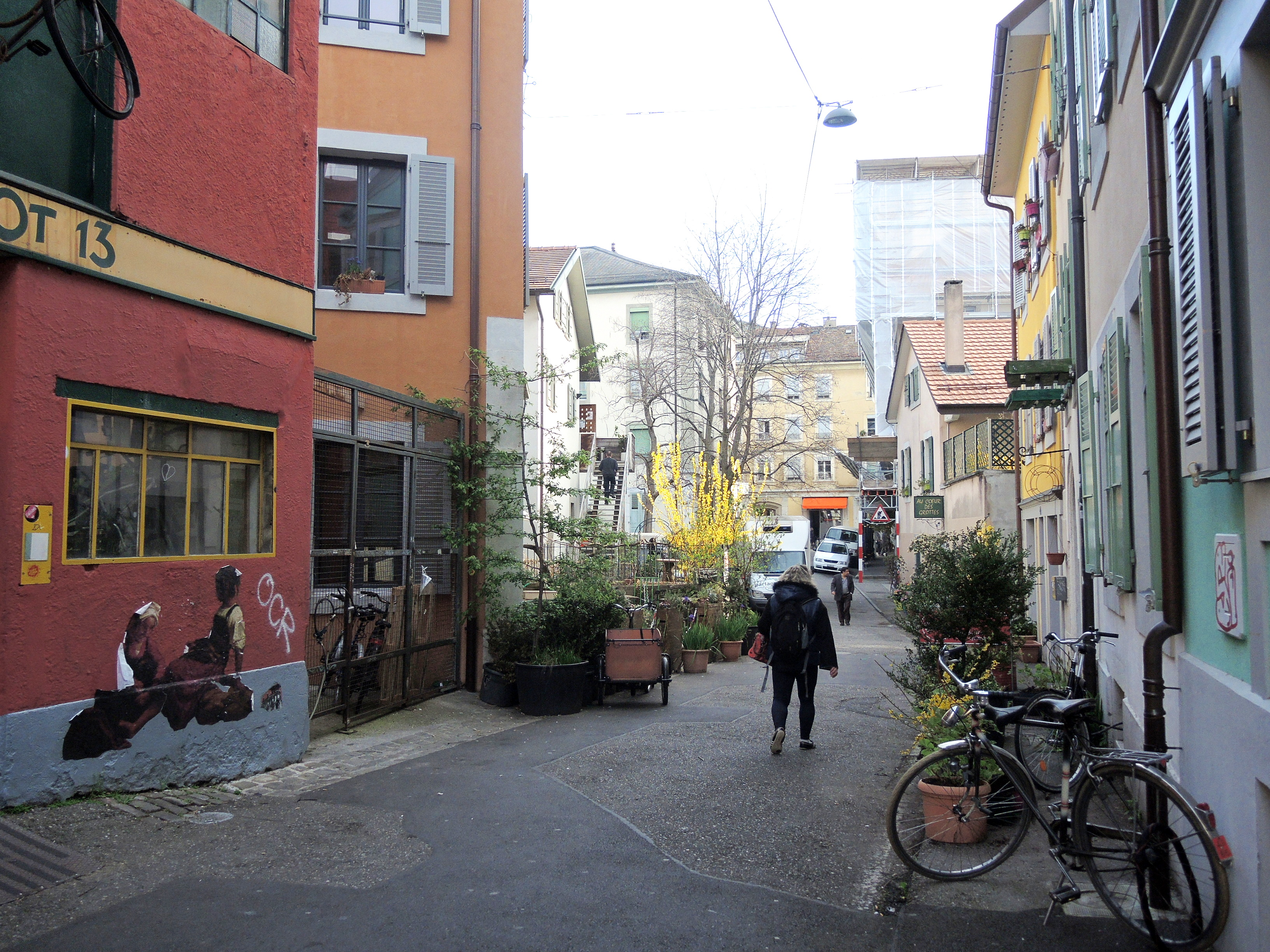
Rue de l’Industrie
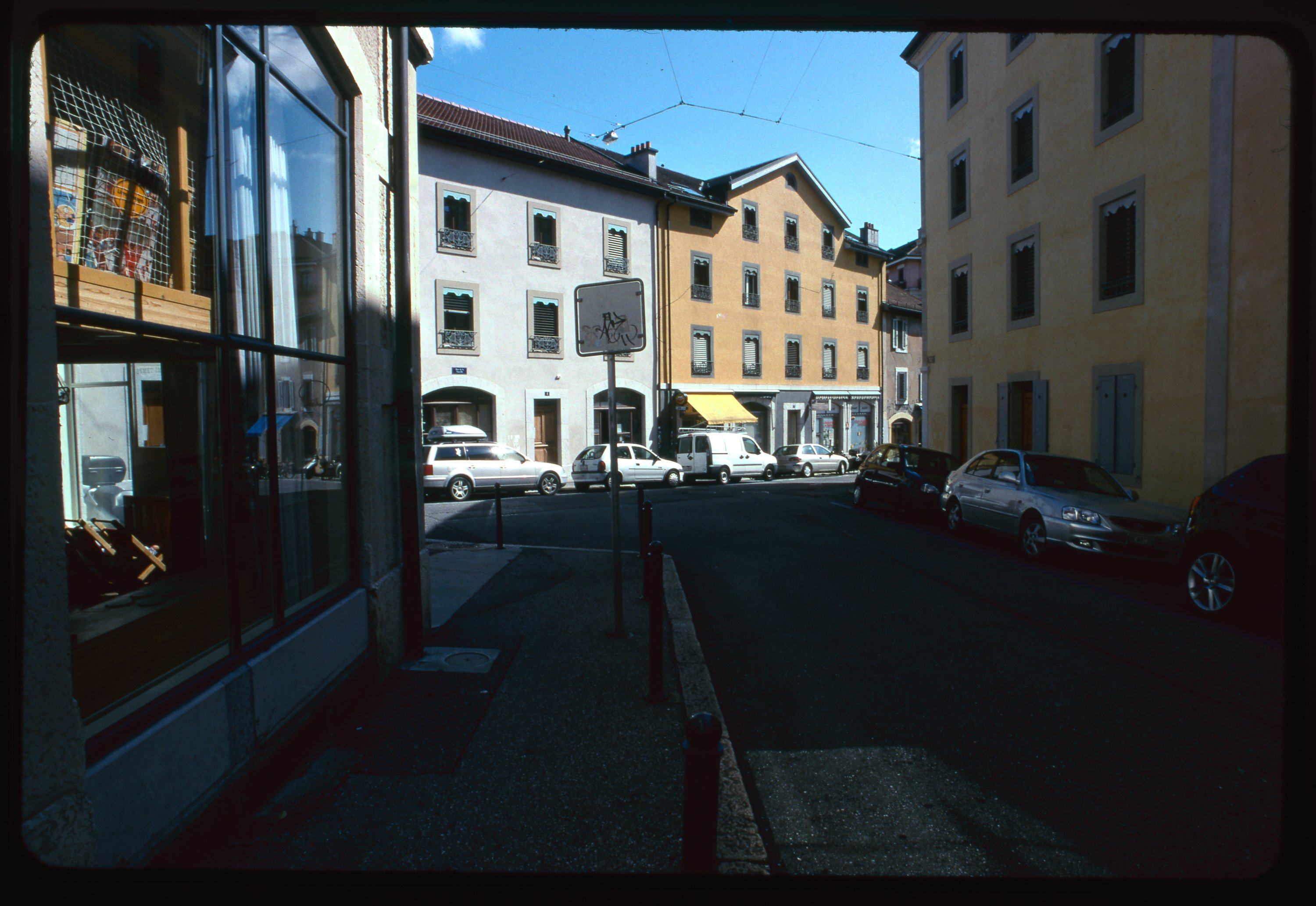
Rue de Sibérie
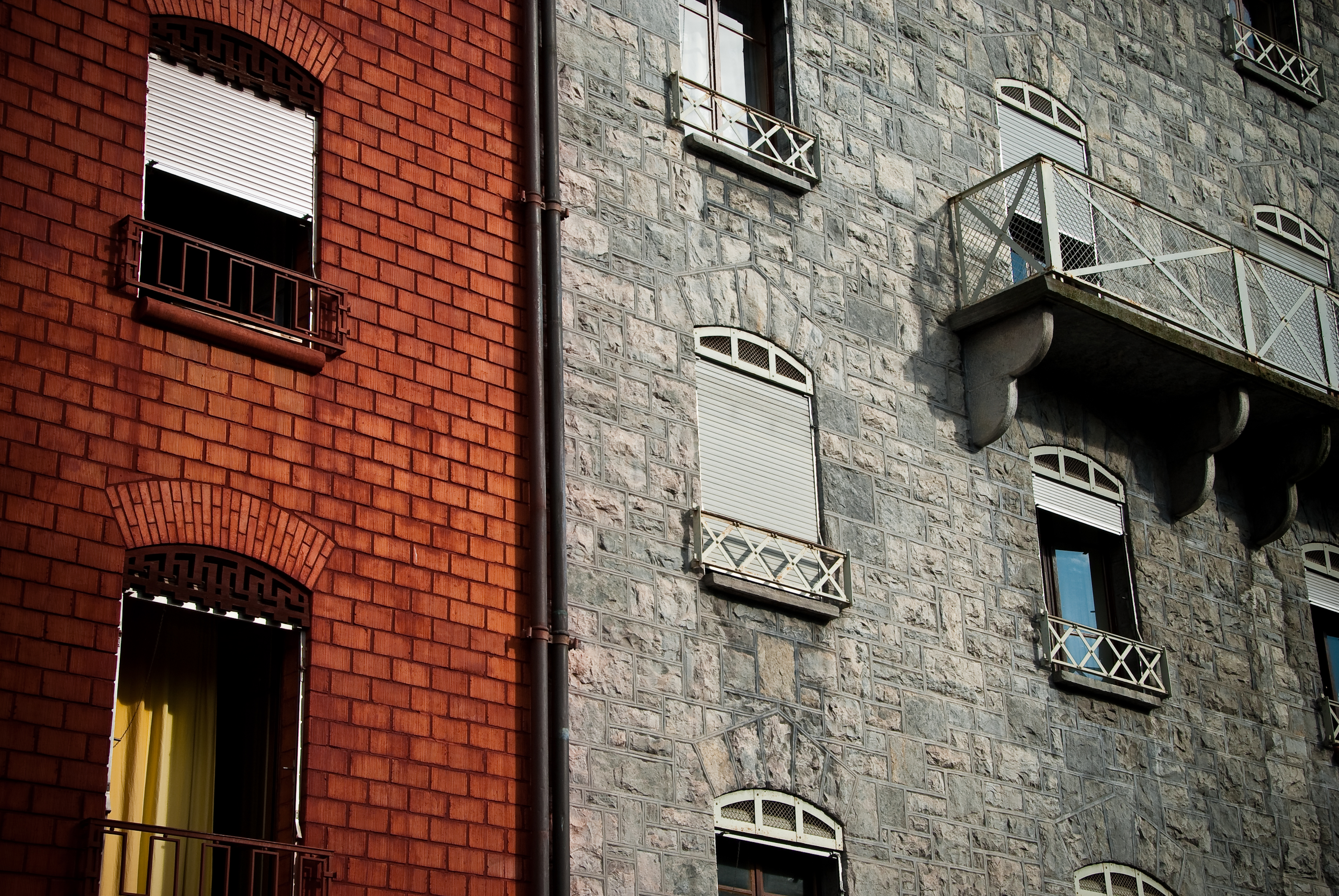
Rue des Grottes
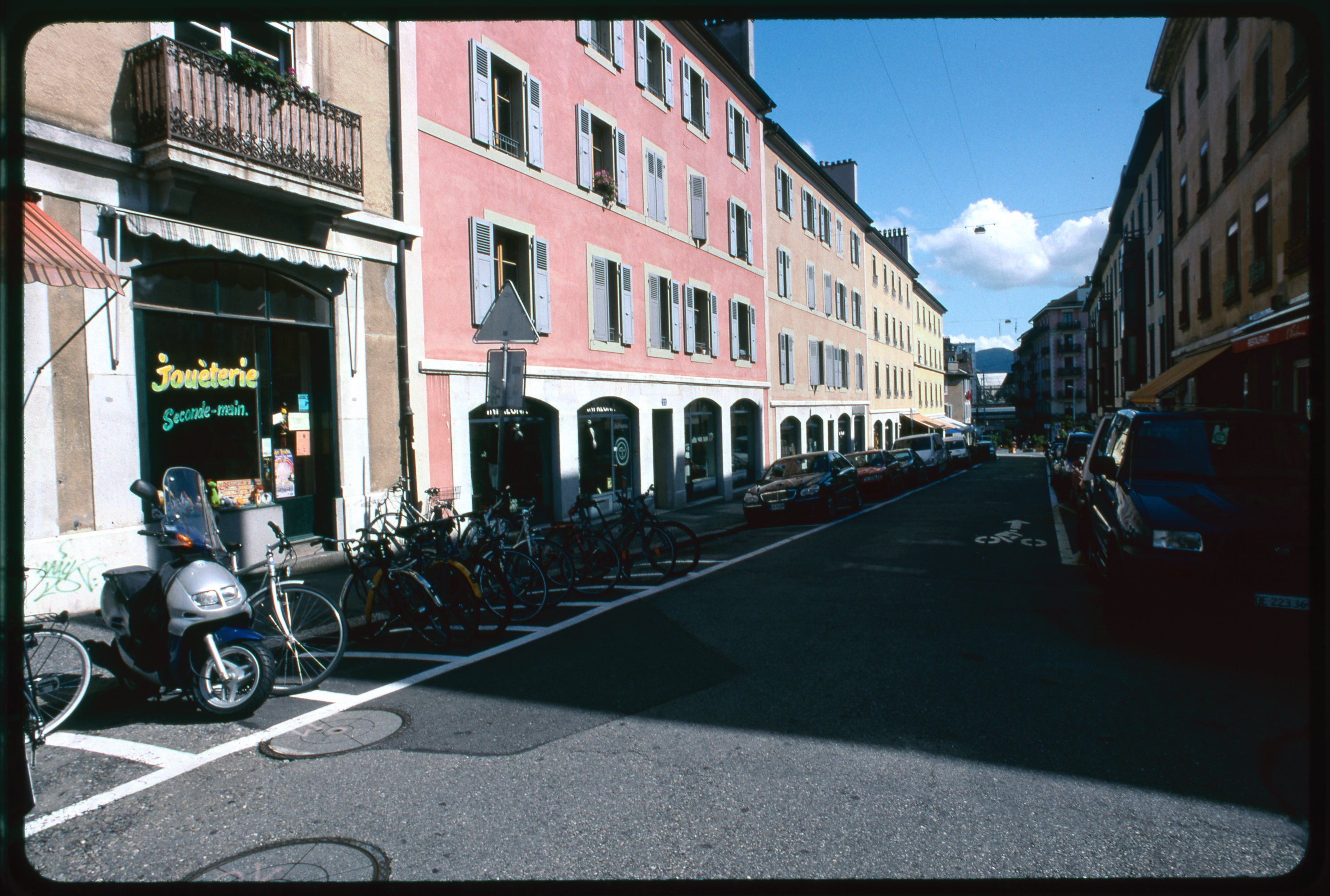
Rue des Grottes
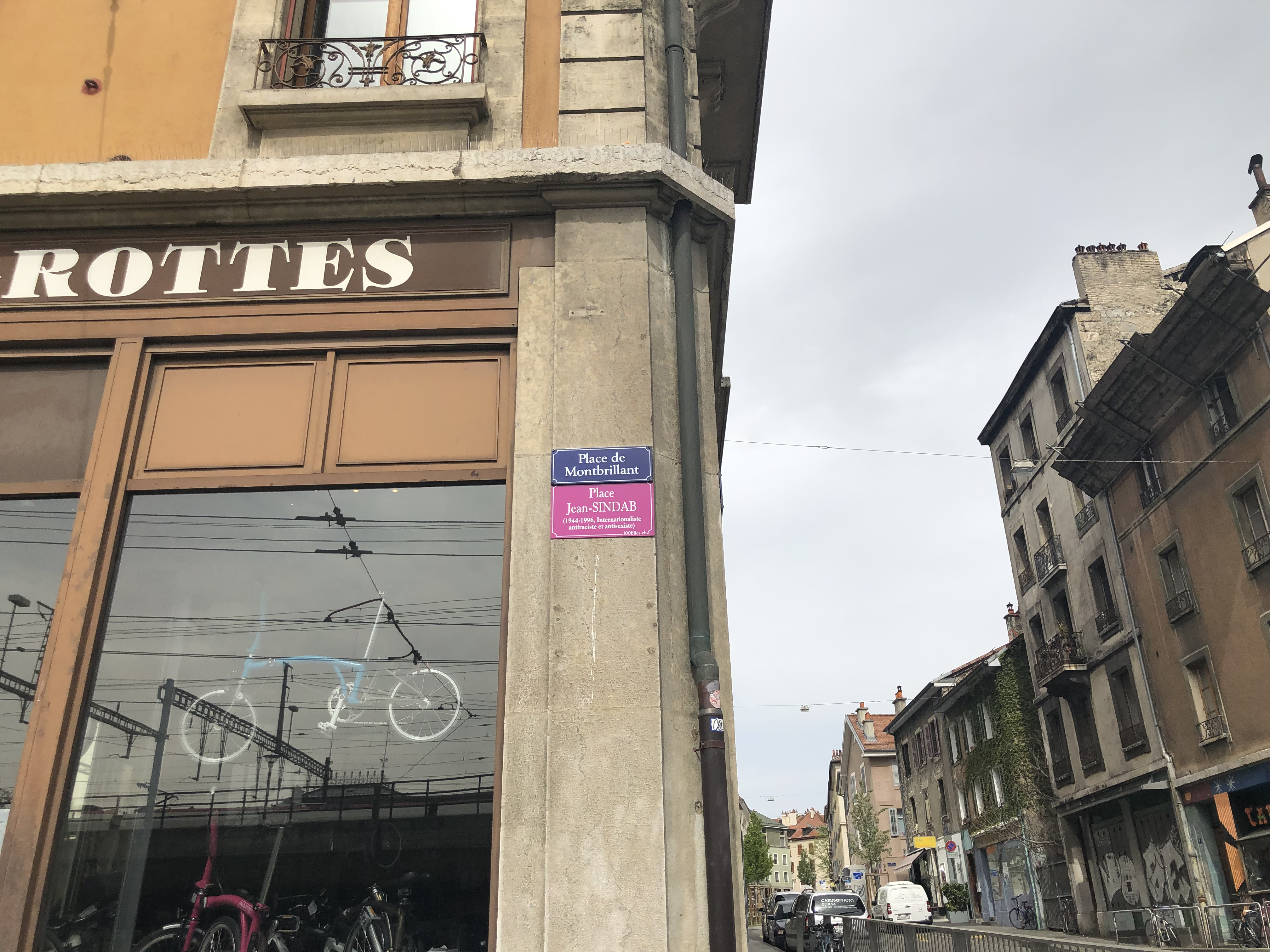
Place de Montbrillant

### XXeetXXIesiècles
En 1909 la gare de Cornavin prend feu et est entièrement reconstruite après la décision de la Société des Nations de s'installer à Genève en 1919. La nouvelle gare est complètement achevée en 1931.  
À partir du début des années 1930, les autorités interdisent toute rénovation de maison dans ce quartier qui avait mauvaise réputation en raison de sa pauvreté, et parce qu'on y trouvait de nombreux réfugiés politiques. La ville achète pratiquement tout le quartier dans le but de le raser et de construire un centre-ville à l'américaine.  
Dès la fin des années 60, la ville de Genève envisage de raser le quartier pour construire un centre commercial et des logements. Une fondation est créée pour mener à bien ces projets : la Fondation pour l'aménagement des Grottes (FAG). Ces initiatives rencontrent une forte résistance des habitants et habitantes du quartier, résistance qui deviendra par la suite une donne historique. Une plaquette publiée en 1971 annonce la mort prochaine du quartier « car demain il sera livré à la pioche des démolisseurs ». 
Le 11 mars 1975 la FAG fait une présentation d'un projet d'urbanisme au Centre de loisirs des Asters qui suscite une forte résistance de la part des personnes habitant le quartier. Ce sont les débuts de l'Action populaire aux Grottes (APAG) qui est fondée formellement le 18 avril 1975.
La tradition de squat du quartier remonte à l'occupation du café Papillon par les féministes du MLF en 1976. L'association Lestime, issu de la mouvance lesbienne du MLF à Genève s'y établit dès 2002.  
La crise économique, à la suite de la crise pétrolière, provoque l'abandon de plusieurs projets successifs d'autant plus qu'en 1977, le mouvement de quartier Action Populaire aux Grottes (APAG) fait appel à des squatteurs pour s'opposer au plan de démolition intégrale des bâtiments. Pendant plusieurs années, occupations et évacuations se succèdent. Une initiative populaire est refusée par le peuple genevois par une petite marge. Le quartier est alors à moitié squatté, comprenant plusieurs bars, ateliers ou crèches squattés. Finalement, les autorités communales et cantonales se décident pour une rénovation légère de la plupart des bâtiments. 
Les immeubles squattés sont aujourd'hui presque tous évacués. Alors que la plupart ont été transformés et rénovés, les édifices en plus mauvais état ont été démolis et reconstruits intégralement. Les loyers des immeubles de la ville étant proportionnels au revenu, le quartier ne s'est qu'à moitié embourgeoisé. 

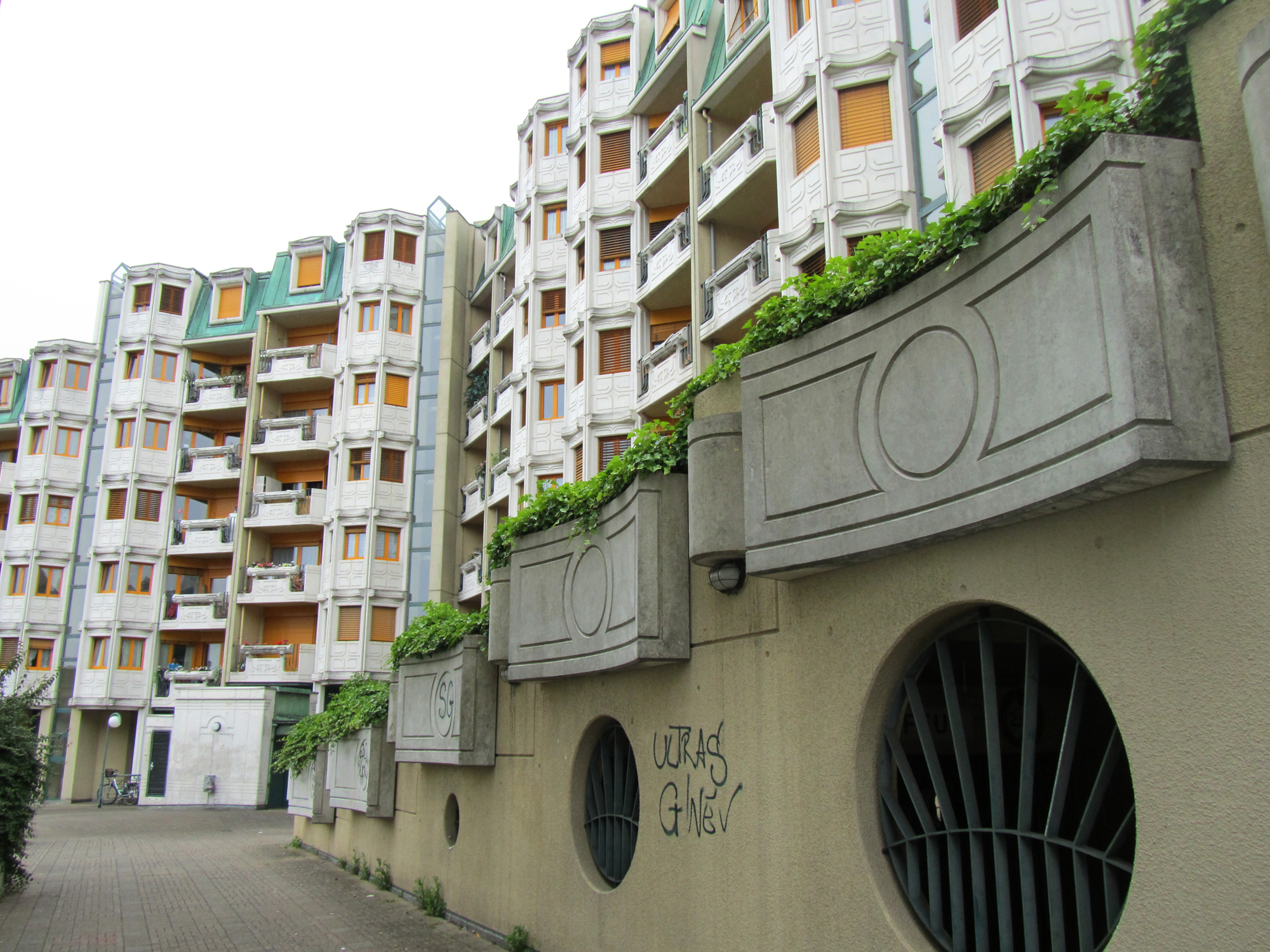
Rue Louis-Favre
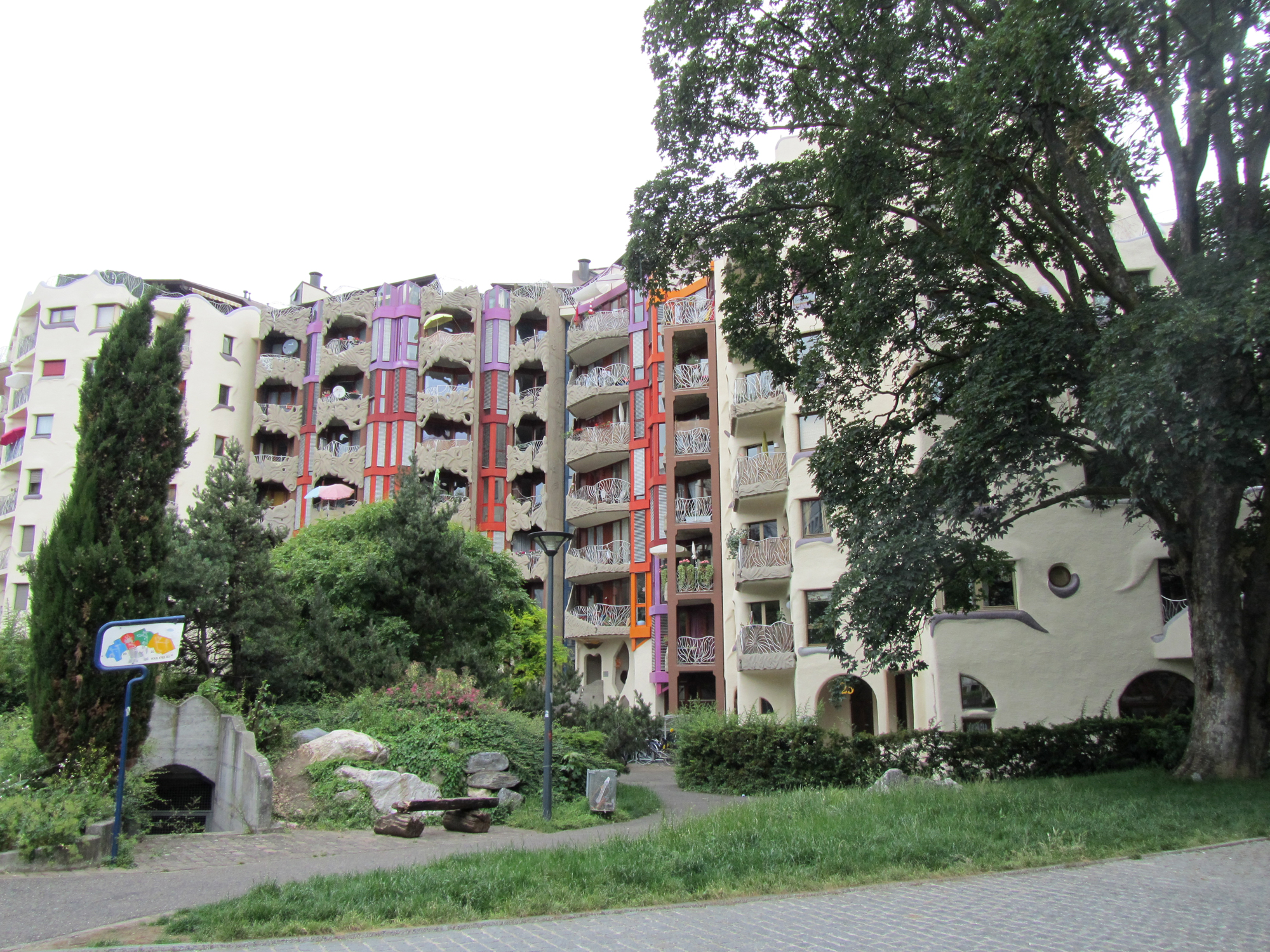

## Architecture et urbanisme
Le quartier des Grottes à Genève est caractérisé par une architecture alternative et unique, marquée par des constructions colorées et organiques. Notamment un ensemble d'immeubles résidentiels construits entre 1982 et 1984, surnommé « Les Schtroumpfs » car ils évoquent l’univers de ces personnages de  Peyo. Ce projet d'urbanisme vise à intégrer des espaces communautaires et piétonniers au cœur de la ville, favorisant une atmosphère de convivialité et de diversité.

Les Schtroumpfs
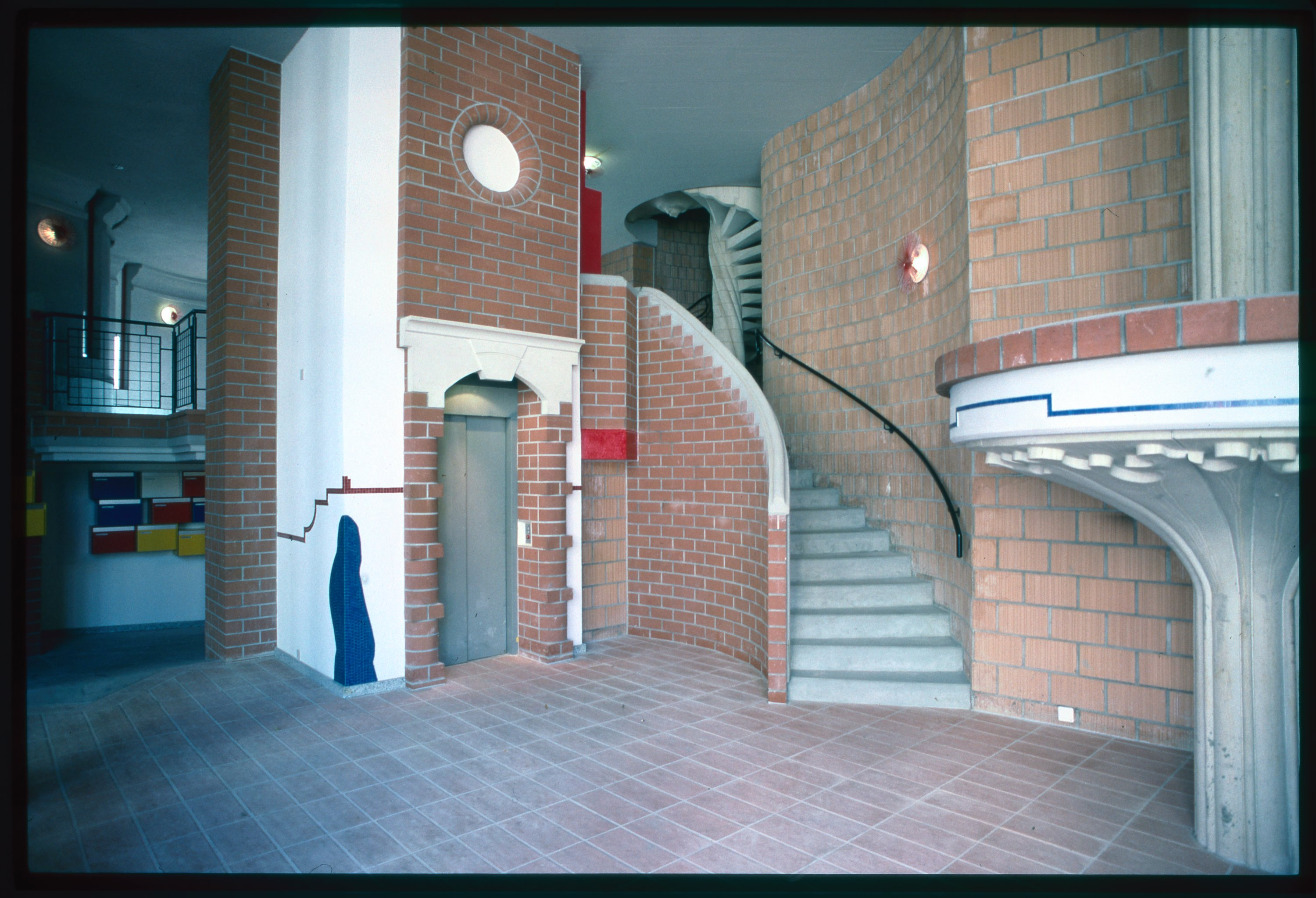
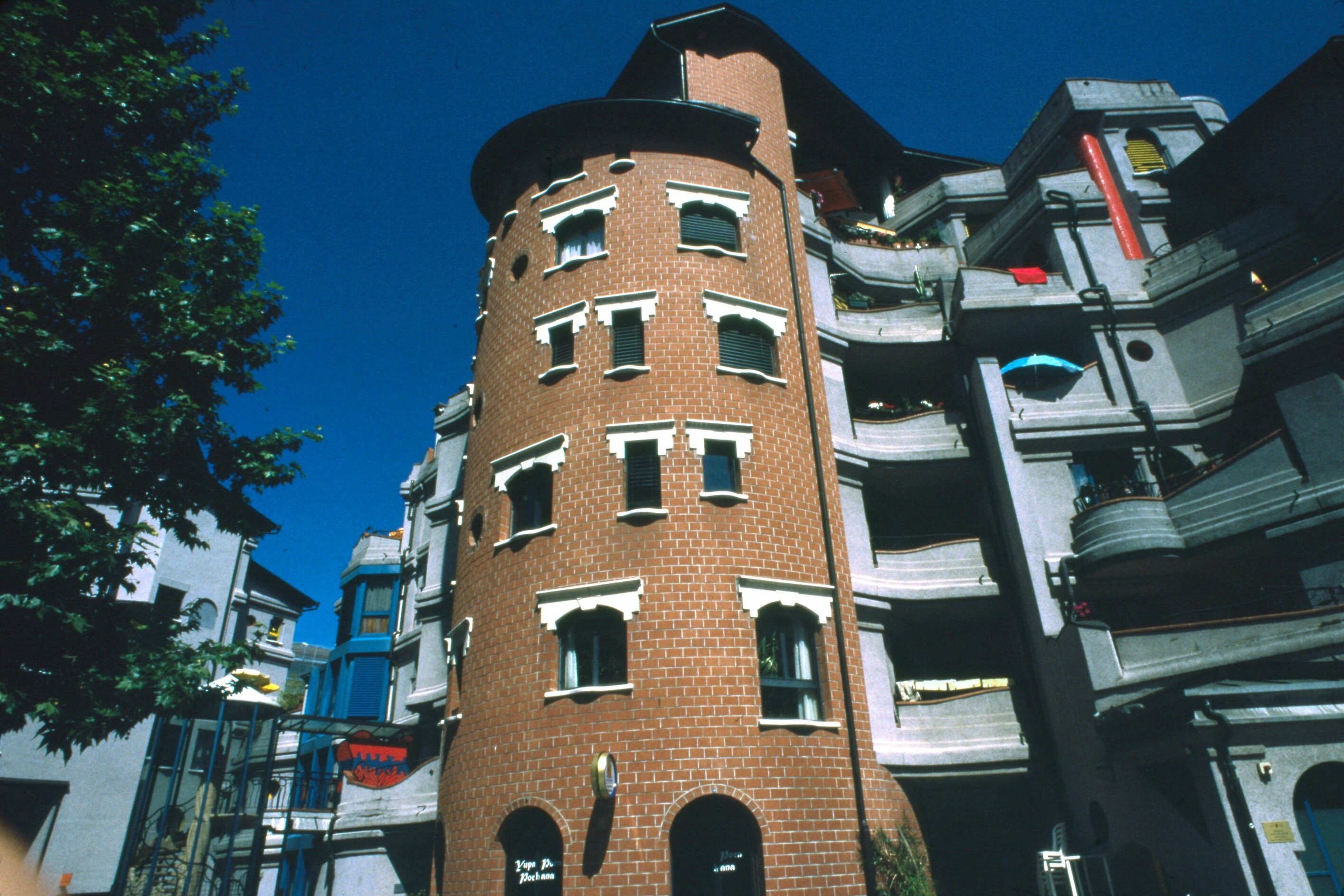
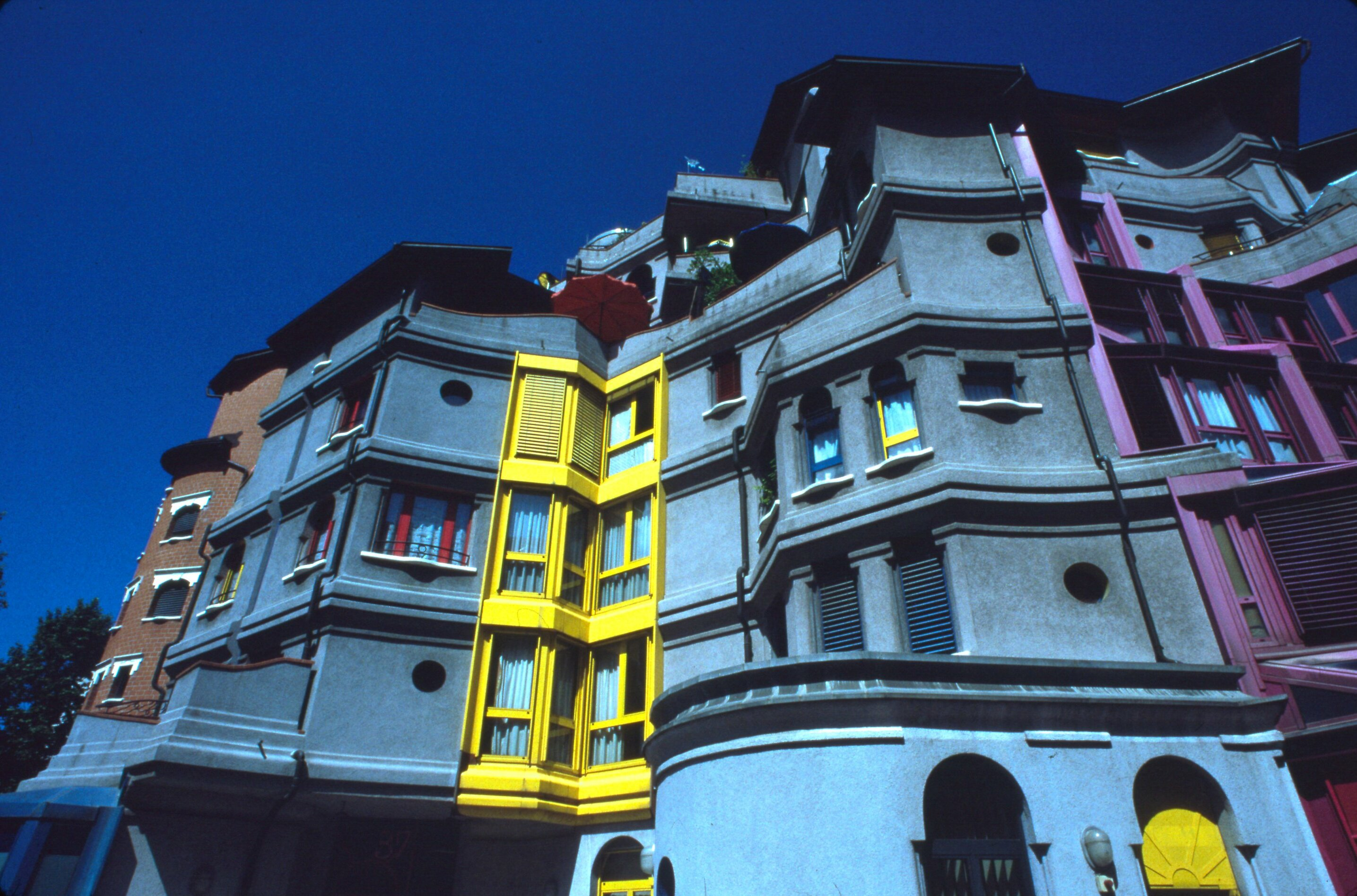
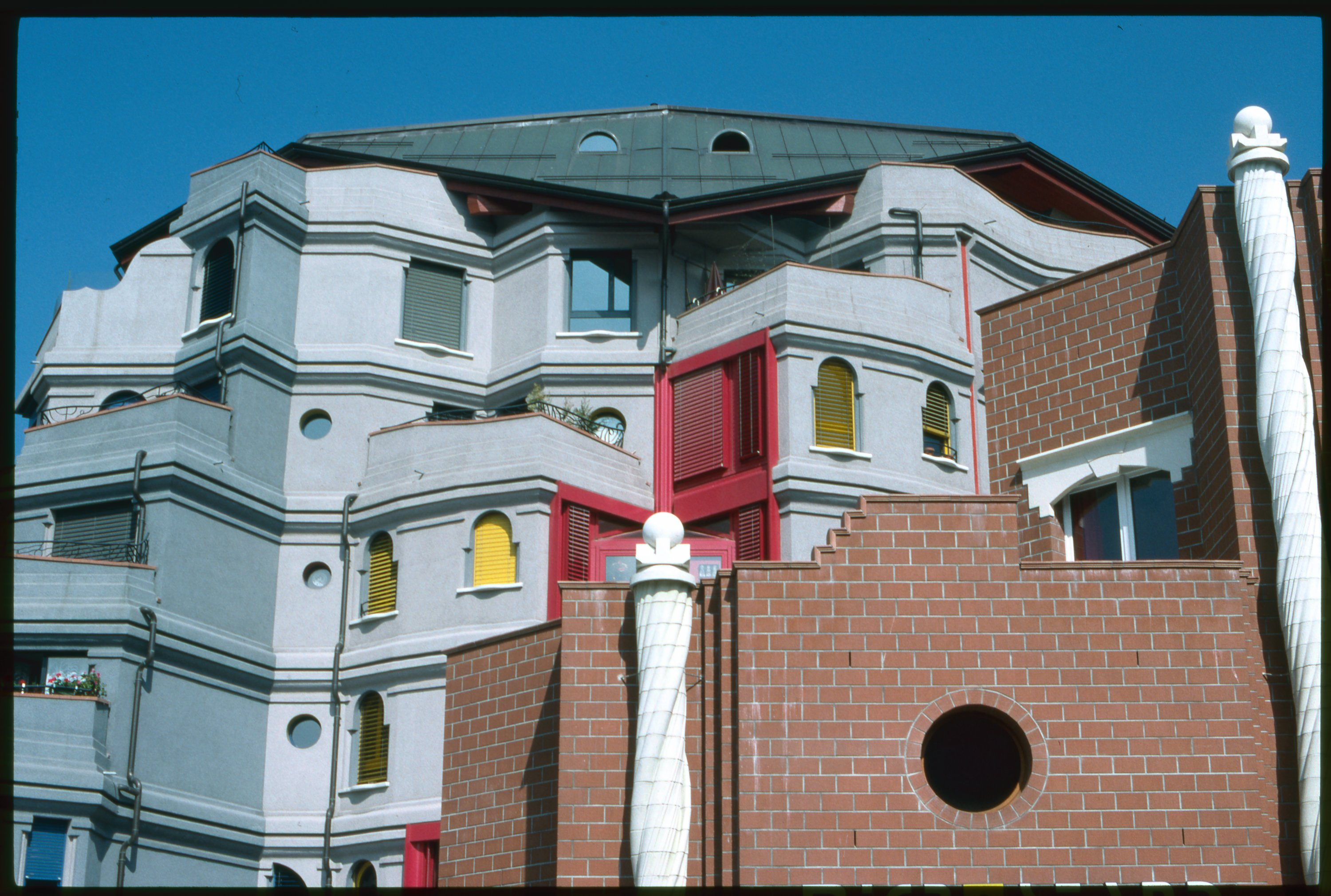
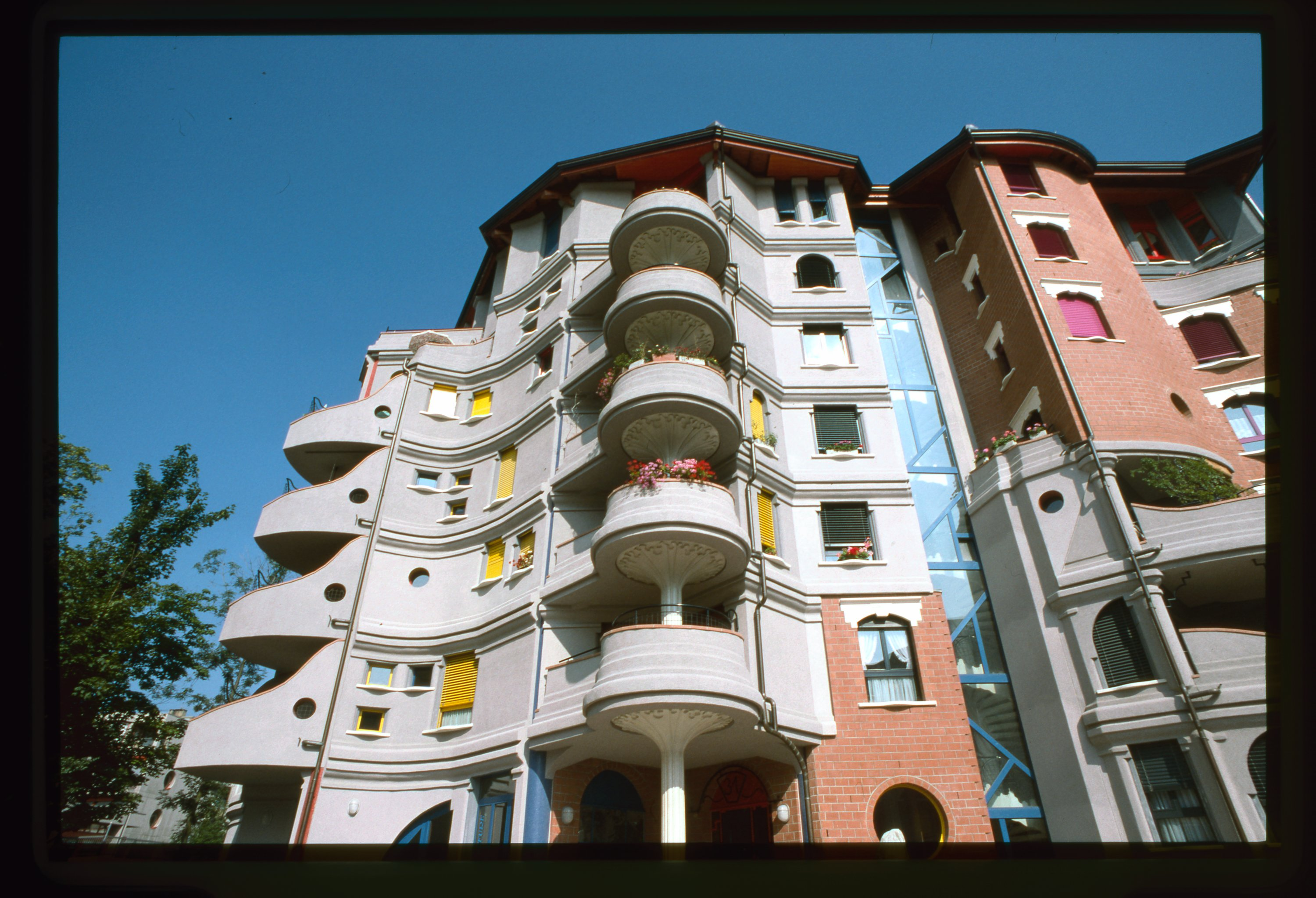
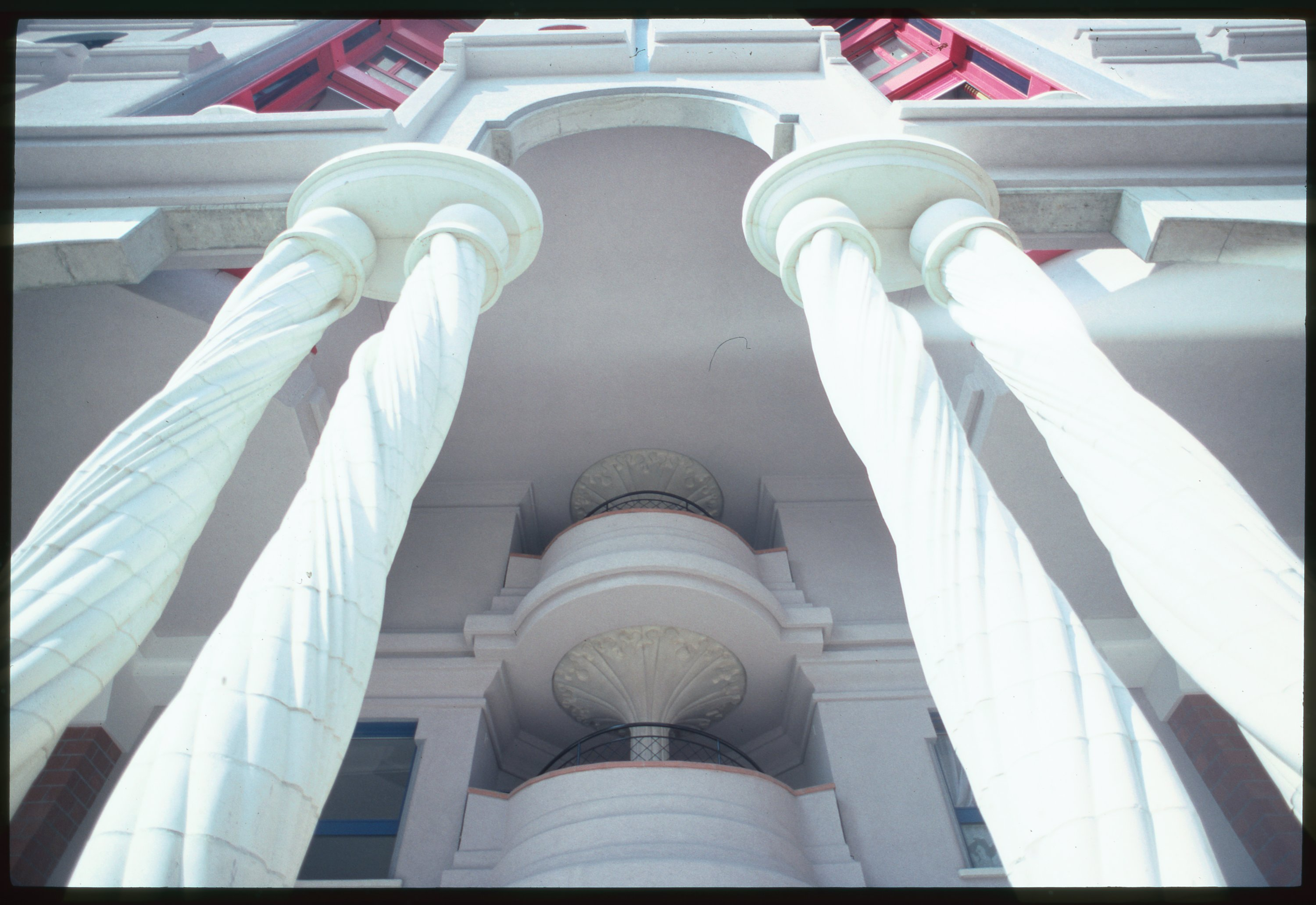

À la même époque que celle de l'interdiction des rénovations, le quartier est subdivisé en îlots, d'où le nom « Îlot 13 » qui est encore utilisé pour définir le plus grand de ces blocs de maisons, situé directement derrière la gare Cornavin (bordé par la rue des Gares et la rue Montbrillant). Dans cette partie du quartier, les squatteurs ont réussi à obtenir quatre immeubles et un centre de quartier autogéré (la Buvette des Cropettes) et la permission de pouvoir les rénover eux-mêmes. Le bâtiment rue Montbrillant 14 date de 1830, c’est un ancien relais de poste sur la route du pays de Gex (vers Paris), avec écurie et bistrot au rez et chambres aux étages.

Îlot 13
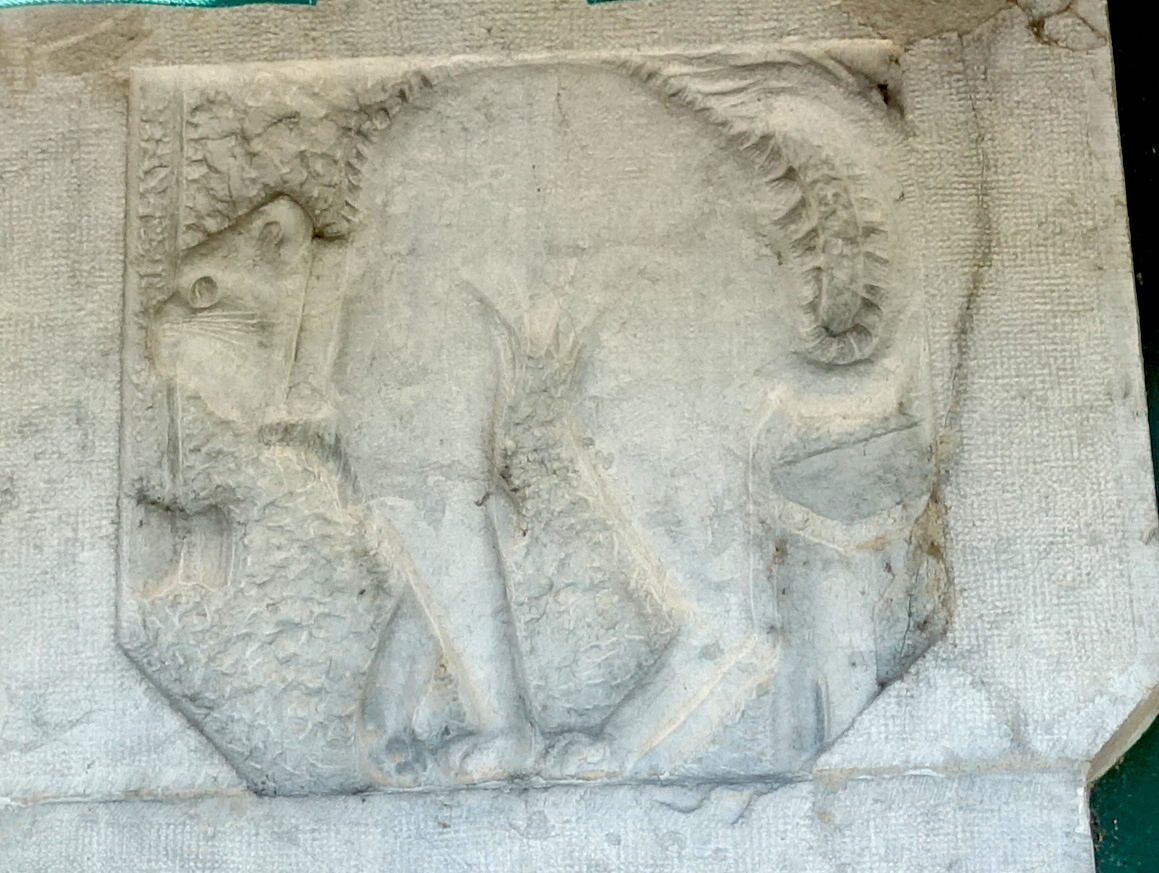
Montbrillant 12
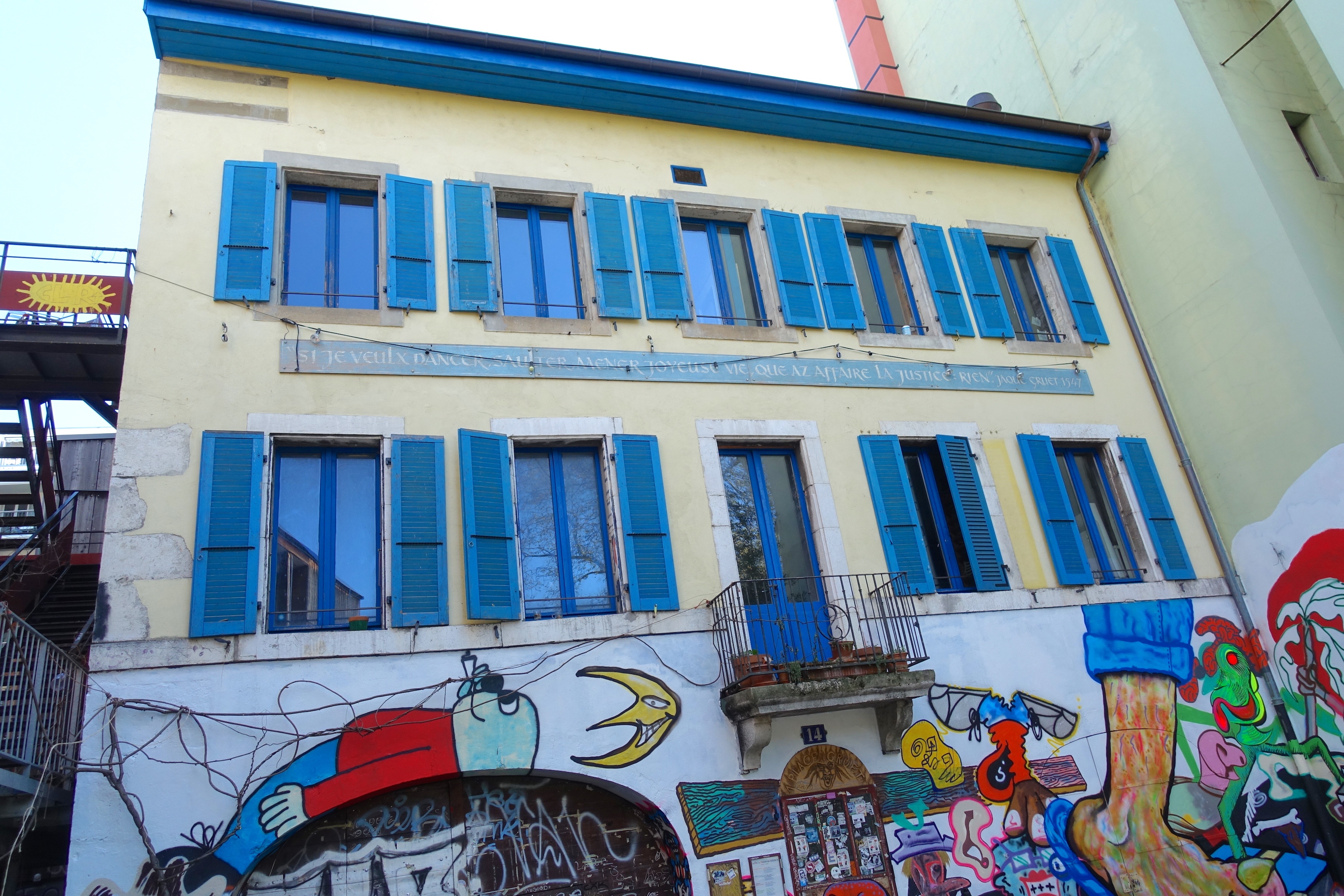
Montbrillant 14
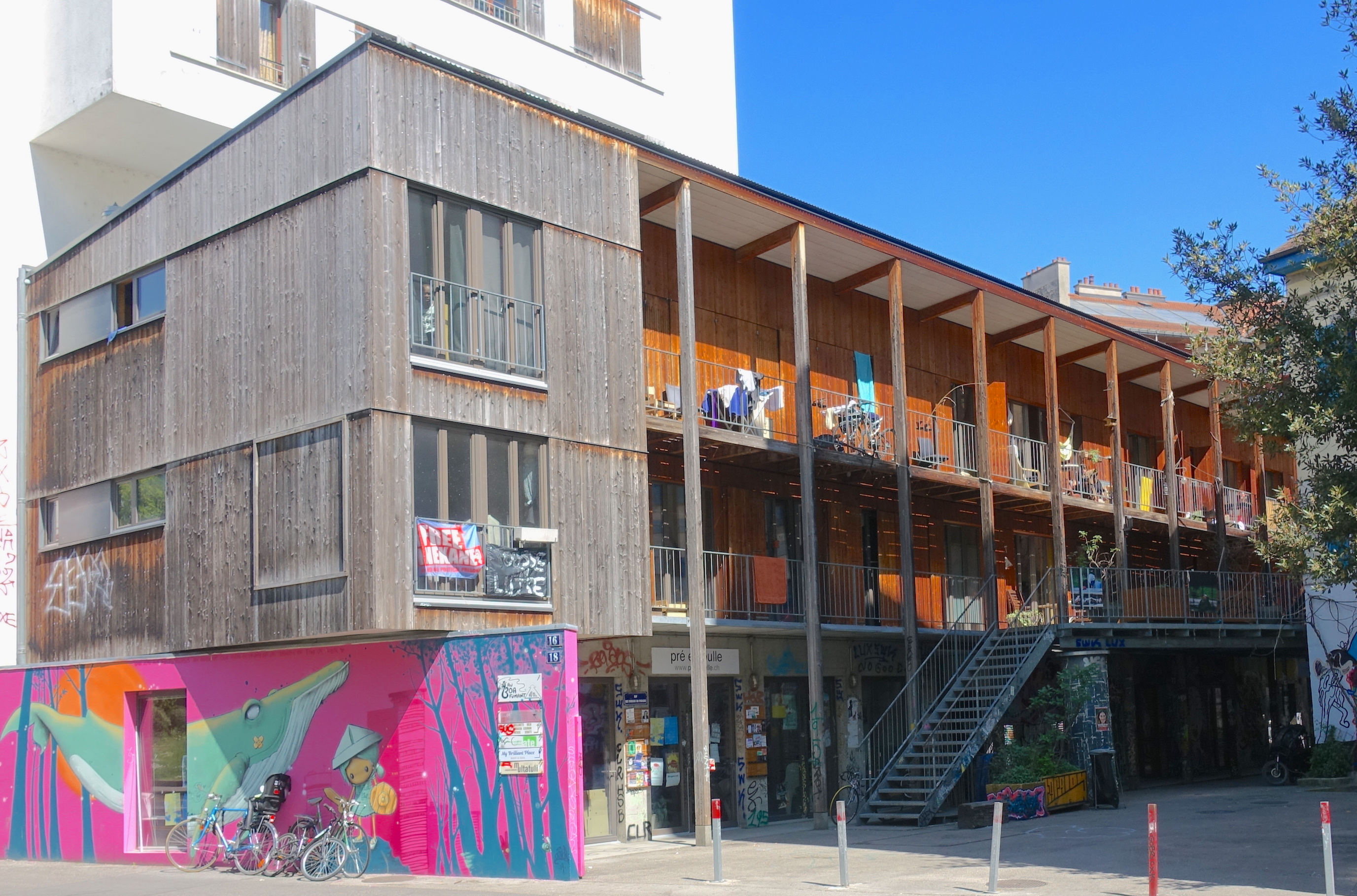
Montbrillant 16
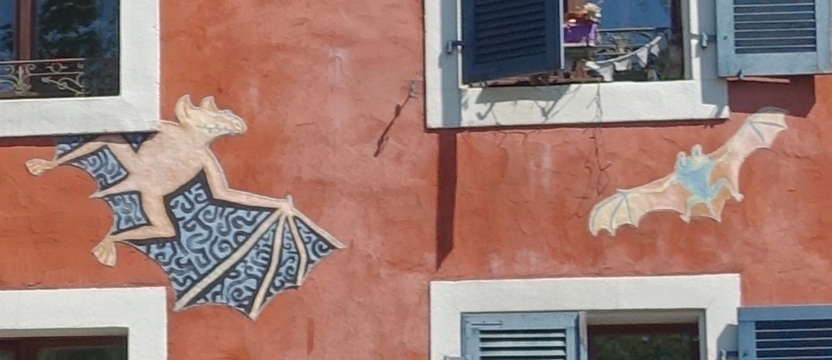
Montbrillant 24
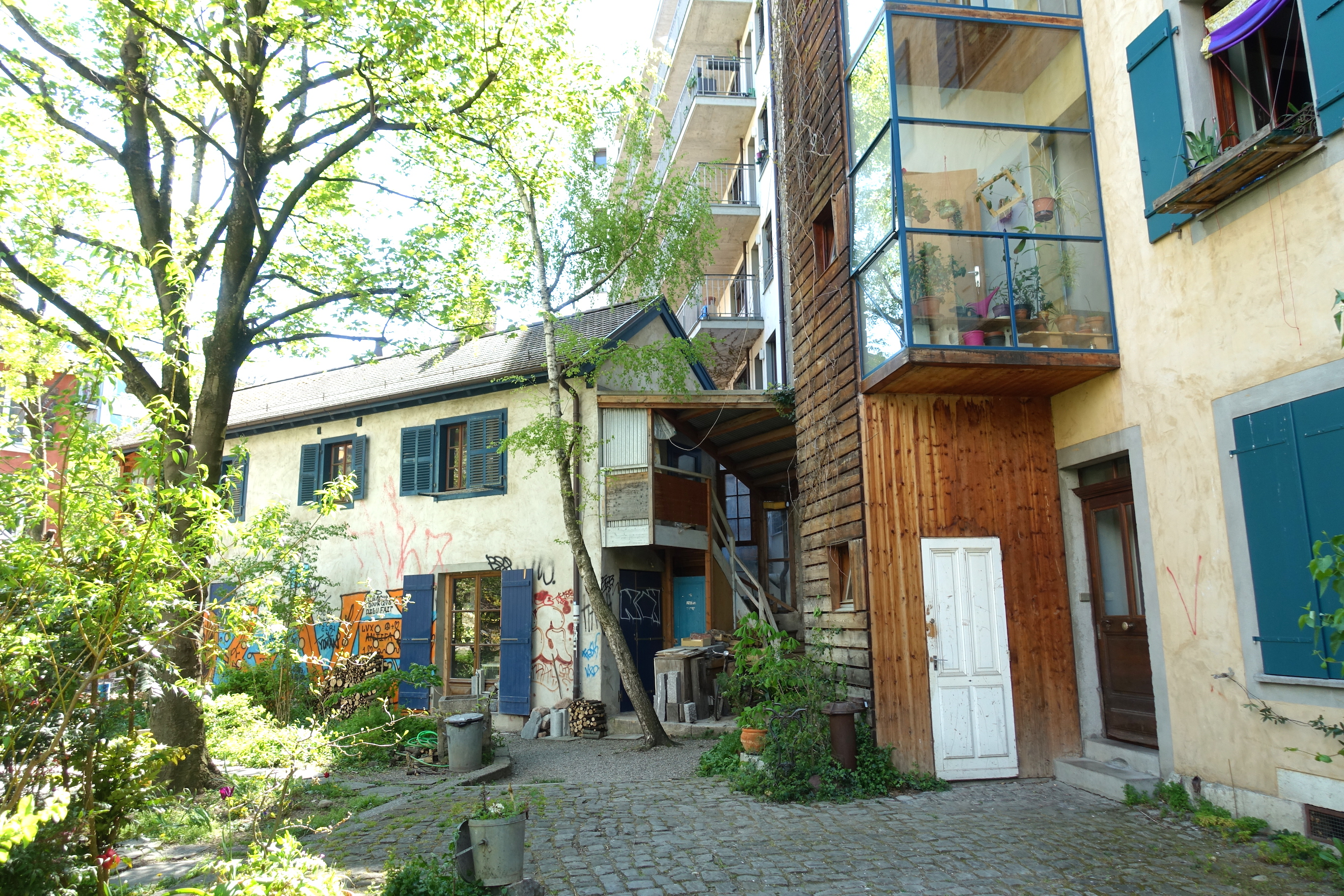
Cour Montbrillant 24-30
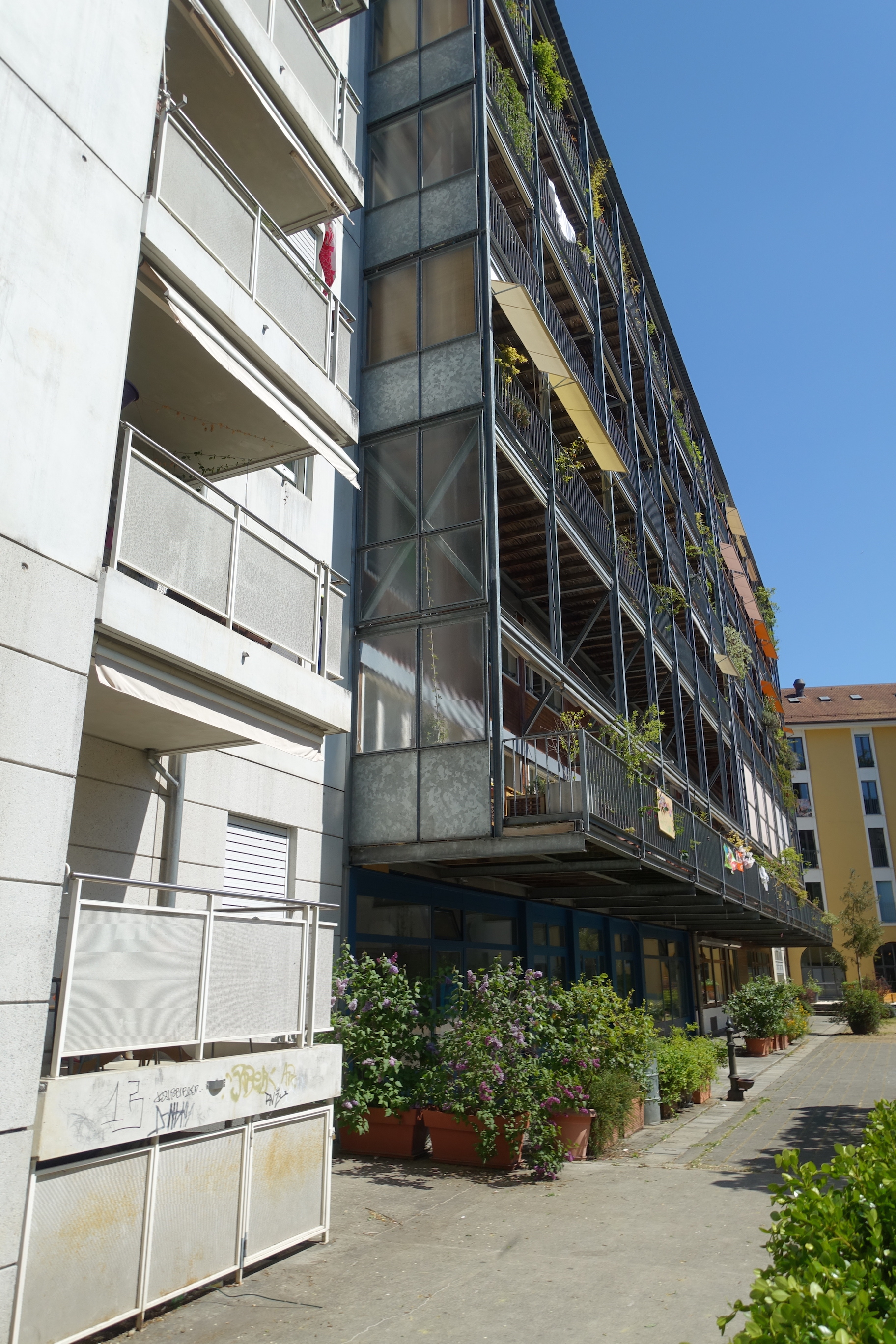
Cour Gares 25-27
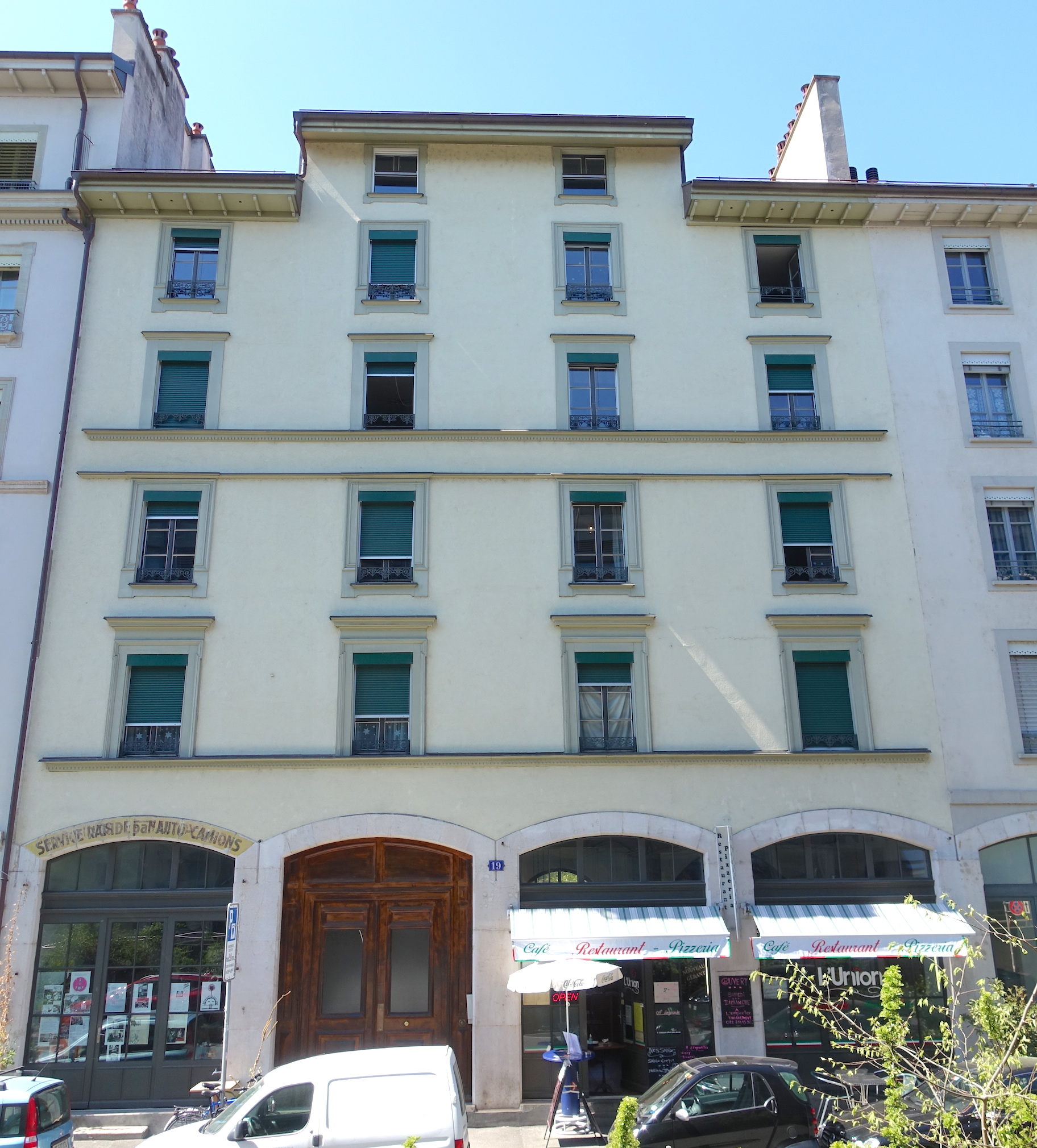
Rue des Gares 19

### Rues et places
Rue des Grottes, avenue des Grottes, rue Jean-Jacques-de-Sellon, rue Fendt, rue du Midi, rue de L'industrie, rue de la Faucille, rue de la Sibérie, rue du Cercle, rue des Amis, rue Cité-de-la-Corderie, rue Baudit.